# Ding Yan
Ding Yan, född okänt år, död okänt år, var en kinesisk målare under Qingdynastin (1644–1912), särskilt känd för sina målningar av blommor, djur och insekter. 
Hon var gift med Zhang Qiegeng, som hade så stor respekt för hennes begåvning att han lät bygga en villa åt henne, Wancuixuan, vid floden Jiaoxi, där hon ostört kunde ägna sig åt sin konst. Hon undervisade också sina döttrar, varav en, Zhang Yunru, själv blev känd för sin talang. 